# نیروی هوایی قرقیزستان

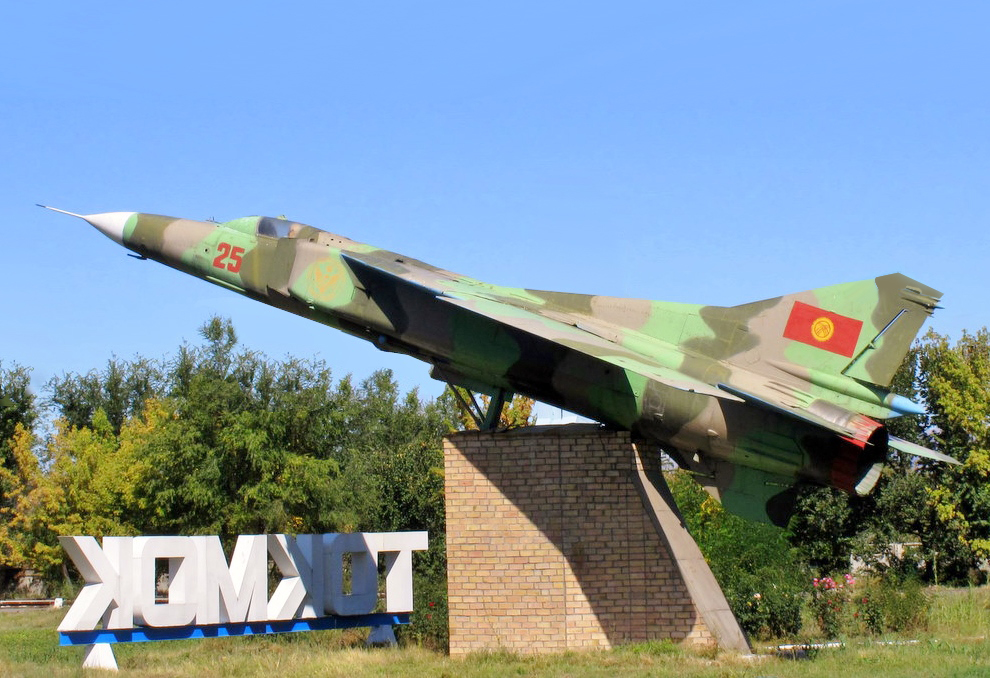
ماکت «میگ - ۲۳» با پرچم قرقیزستان در این کشور

نیروی هوایی قرقیزستان (انگلیسی: Kyrgyz Air Force) نیروی هوایی زیرمجموعه نیروهای مسلح قرقیزستان است، که فعالیت خود را از سال ۱۹۹۲ آغاز کرد.